# Lars-Erik Skiöld
Lars-Erik Skiöld (i folkbokföringen: Sköld), född 19 mars 1952 i Slottsstadens församling i Malmö, död 21 maj 2017, var en svensk brottare och fotbollsspelare. Till vardags var han brandman till yrket i Malmö. 
Som brottare deltog han i två olympiska sommarspel. Han blev bronsmedaljör i grekisk-romersk stil 68 kg i Moskva 1980 och var fyra i Montréal 1976.
Fotboll spelade Skiöld för IFK Malmö i division 2, på den tiden Sveriges näst högsta serie.

### Fotnoter
1. ↑  Sveriges befolkning 1990, CD-ROM, Version 1.00, Riksarkivet (2011)
2. ↑  ”Lars-Erik Sköld”. merinfo.se. Arkiverad från originalet den 22 maj 2017. https://web.archive.org/web/20170522115411/https://www.merinfo.se/person/Trelleborg/Lars-Erik-Sk%C3%B6ld-1952/bmdz3-1f5z3. Läst 22 maj 2017.
3. ↑  ”Svensk OS-medaljör död – blev 65 år gammal”. Kvällsposten. 22 maj 2017. http://www.expressen.se/kvallsposten/sport/svensk-os-medaljor-dod-blev-65-ar-gammal/. Läst 22 maj 2017.
4. ↑  ”Arkiverade kopian”. Arkiverad från originalet den 13 november 2017. https://web.archive.org/web/20171113040009/http://www.swedewrestling.se/SBFNyheter/SBFNyheter/lars-erikskioldhargattbort. Läst 24 maj 2017.
5. ↑  ”Lars-Erik Skiöld”. Sports Reference LLC. Arkiverad från originalet den 9 oktober 2015. https://web.archive.org/web/20151009120753/http://www.sports-reference.com/olympics/athletes/sk/lars-erik-skiold-1.html. Läst 9 april 2012.
6. ↑  Markus Celander (26 januari 2010). ”Lars-Erik Skiöld om den 19 oktober 1980 ...”. Lokaltidningen Limhamn-Bunkeflo/Malmö. http://malmo.lokaltidningen.se/lars-erik-ski%C3%B6ld-om-den-19-oktober-1980--/20100126/artikler/100129638/. Läst 29 september 2011.